# 买闾 (诗人)
买闾（?—?），字兼善，元朝诗人、教育家，回回人。
元朝初年，祖父哈只出仕江南，于是定居上虞县。其父亦不剌金。买闾自幼博览经史。元顺帝至正二十二年（1362年），领乡贡。担任尹和靖书院山长。经过礼部尚书李尚炯推荐，担任嘉兴路儒学教授。诗作《甲子集》，后来散佚，《大雅集》收录他的诗作十首。